# 斯特林鎮區 (堪薩斯州霍治曼縣)
斯特林鎮區（英語：Sterling Township）是位於美國堪薩斯州霍治曼縣的一個行政鎮區。

## 地方資料
斯特林鎮區的面積為373.58平方千米，當中陸地面積為373.51平方千米，而水域面積為0.07平方千米。根據2010年美國人口普查的數據，當地共有人口101人，而人口密度為每平方千米0.27人。

## 外部連結
- US-Counties.com
- City-Data.com （页面存档备份，存于）